# 바나하우나무쥐
바나하우나무쥐(Musseromys gulantang)는 쥐과에 속하는 설치류의 일종이다. 학명과 일반명은 필리핀 루손섬의 바나하우 산의 이름에서 유래했다.